# Verdaguer (metropolitana di Barcellona)
Verdaguer (anticamente chiamata General Mola) è una stazione delle linee 4 e 5 della metropolitana di Barcellona.
Le banchine della L4 sono situate sotto al Passeig de Sant Joan, mentre quelle della L5 si trovano sotto alla strada Carrer de Provença, entrambe nel distretto barcellonese dell'Eixample.
La stazione fu inaugurata nel 1970 con il nome di General Mola. Inizialmente serviva solo la L5, in quanto il primo tratto della L4 venne inaugurato tre anni più tardi con l'apertura della sezione compresa fra Joanic e Jaume I.
Nel 1982, dopo la riorganizzazione delle linee della metropolitana, la stazione ha adottato l'attuale nome in virtù della vicinanza all'omonima piazza intitolata al poeta catalano Jacint Verdaguer.